# 170 pr. n. št.

## Dogodki
- začetek šeste sirske vojne.

## Rojstva
- Atal III., zadnji kralj Pergamona († 133 pr. n. št.)

## Smrti
- Antioh, kralj Selevkidskega cesarstva (* okoli 180 pr. n. št.)
- Apolonij, grški matematik, geometer (* 265 pr. n. št.)